# Bourret, Tarn-et-Garonne
Bourret là một xã của tỉnh Tarn-et-Garonne, thuộc vùng Occitanie, miền nam nước Pháp.